# Campionati europei di atletica leggera 2010 - Salto triplo maschile

## Podio
| #       | Atleta         | Nazionalità | Misura |                                          |
| ------- | -------------- | ----------- | ------ | ---------------------------------------- |
| Oro     | Phillips Idowu | Regno Unito | 17.81  | Miglior prestazione personale            |
| Argento | Marian Oprea   | Romania     | 17.51  | Miglior prestazione personale stagionale |
| Bronzo  | Teddy Tamgho   | Francia     | 17.45  |                                          |

## Record
Prima di questa competizione, il record del mondo (RM), il record europeo (EU) ed il record dei campionati (RC) sono i seguenti:
| Record                | Prestazione | Atleta                       | Data                              | Competizione                                |
| --------------------- | ----------- | ---------------------------- | --------------------------------- | ------------------------------------------- |
| Record mondiale       | 18.29m      | Jonathan Edwards Regno Unito | 7 agosto 1995 Göteborg, Svezia    |                                             |
| Record europeo        | 18.29m      | Jonathan Edwards Regno Unito | 7 agosto 1995 Göteborg, Svezia    |                                             |
| Record dei campionati | 17.99m      | Jonathan Edwards Regno Unito | 23 agosto 1998 Budapest, Ungheria | Campionati europei di atletica leggera 1998 |

## Programma
| Data           | Ora   | Turno          |
| -------------- | ----- | -------------- |
| 27 luglio 2010 | 20:20 | Qualificazioni |
| 29 luglio 2010 | 19:40 | Finale         |

## Risultati

### Qualificazioni
Accedono alla finale gli atleti che ottengono la misura di 16.75m (Q) o le prime 12 migliori misure (q).
| Pos. | Gruppo | Atleta             | Paese       | #1    | #2    | #3    | Risultato | Note                                     |
| ---- | ------ | ------------------ | ----------- | ----- | ----- | ----- | --------- | ---------------------------------------- |
| 1    | B      | Teddy Tamgho       | Francia     | x     | 17.37 |       | 17.37     | Q                                        |
| 2    | B      | Viktor Kuznyetsov  | Ucraina     | x     | 17.22 |       | 17.22     | Q                                        |
| 3    | A      | Benjamin Compaoré  | Francia     | x     | 17.19 |       | 17.19     | Q                                        |
| 4    | A      | Phillips Idowu     | Regno Unito | 17.10 |       |       | 17.10     | Q                                        |
| 5    | A      | Momchil Karailiev  | Bulgaria    | 17.05 |       |       | 17.05     | Q                                        |
| 6    | B      | Marian Oprea       | Romania     | 17.03 |       |       | 17.03     | Q                                        |
| 7    | B      | Dimitrios Tsiamis  | Grecia      | 16.73 | 16.98 |       | 16.98     | Q,                                       |
| 8    | A      | Fabrizio Schembri  | Italia      | 16.96 |       |       | 16.96     | Q,                                       |
| 9    | B      | Vladimir Letnicov  | Moldavia    | 16.14 | 16.94 |       | 16.94     | Q                                        |
| 10   | A      | Fabrizio Donato    | Italia      | x     | 16.88 |       | 16.88     | Q                                        |
| 11   | A      | Lyukman Adams      | Russia      | 15.85 | 16.56 | 16.86 | 16.86     | Q                                        |
| 12   | B      | Nathan Douglas     | Regno Unito | 16.80 |       |       | 16.80     | Q                                        |
| 13   | B      | Dmitrij Valukevic  | Slovacchia  | 16.78 |       |       | 16.78     | Q                                        |
| 14   | A      | Yochai Halevi      | Israele     | 16.34 | 16.76 |       | 16.76     | Q,                                       |
| 15   | B      | Jaanus Uudmäe      | Estonia     | x     | x     | 16.72 | 16.72     |                                          |
| 16   | B      | Siarhei Ivanou     | Bielorussia | 16.66 | 14.81 | 16.18 | 16.66     |                                          |
| 17   | B      | Daniele Greco      | Italia      | x     | 16.37 | 16.51 | 16.51     |                                          |
| 18   | A      | Andrés Capellán    | Spagna      | 15.91 | 16.38 | 15.06 | 16.38     | Miglior prestazione personale stagionale |
| 19   | A      | Igor Syunin        | Estonia     | 16.25 | 16.35 | 14.50 | 16.35     |                                          |
| 20   | B      | Yevgeniy Plotnir   | Russia      | 15.44 | 16.12 | 16.34 | 16.34     |                                          |
| 21   | A      | Mantas Dilys       | Lituania    | 16.32 | x     | 16.08 | 16.32     | Miglior prestazione personale stagionale |
| 22   | A      | Zhivko Petkov      | Bulgaria    | x     | x     | 16.20 | 16.20     |                                          |
| 23   | A      | Dzmitry Platnitski | Bielorussia | x     | 13.92 | 15.95 | 15.95     |                                          |
| 24   | B      | Zacharias Arnos    | Cipro       | x     | 15.35 | 15.85 | 15.85     |                                          |
| 25   | B      | Alexander Martínez | Svizzera    | 15.55 | x     | x     | 15.55     |                                          |
| 26   | A      | Nikólaos Frággos   | Grecia      | x     | 15.50 | x     | 15.50     |                                          |
| 27   | B      | Redjep Selman      | Macedonia   | x     | x     | 15.39 | 15.39     | Miglior prestazione personale stagionale |
|      | A      | Ilya Yefremov      | Russia      | x     | x     | x     | NM        |                                          |

### Finale
| Pos.    | Atleta            | Paese       | #1    | #2    | #3    | #4    | #5    | #6    | Risultato | Note                                     |
| ------- | ----------------- | ----------- | ----- | ----- | ----- | ----- | ----- | ----- | --------- | ---------------------------------------- |
| Oro     | Phillips Idowu    | Regno Unito | 17.46 | 17.47 | 17.40 | 17.81 | x     | -     | 17.81     | Miglior prestazione personale            |
| Argento | Marian Oprea      | Romania     | 16.15 | 17.19 | 16.61 | 16.75 | 17.51 | x     | 17.51     | Miglior prestazione personale stagionale |
| Bronzo  | Teddy Tamgho      | Francia     | 17.12 | 17.42 | x     | x     | 17.45 | 17.34 | 17.45     |                                          |
| 4       | Viktor Kuznyetsov | Ucraina     | 16.97 | 16.82 | 17.29 | 16.52 | x     | 16.46 | 17.29     | Miglior prestazione personale            |
| 5       | Benjamin Compaoré | Francia     | 16.74 | 16.38 | 14.26 | 16.99 | x     | x     | 16.99     |                                          |
| 6       | Lyukman Adams     | Russia      | 16.78 | x     | 15.89 | 16.78 | x     | 16.40 | 16.78     |                                          |
| 7       | Dmitrij Vaľukevič | Slovacchia  | 16.51 | 16.75 | 16.77 | 16.75 | x     | 16.37 | 16.77     |                                          |
| 8       | Fabrizio Schembri | Italia      | x     | 16.60 | 16.40 | 16.42 | 16.61 | 16.73 | 16.73     |                                          |
| 9       | Fabrizio Donato   | Italia      | 16.35 | 16.33 | 16.54 |       |       |       | 16.54     |                                          |
| 10      | Nathan Douglas    | Regno Unito | x     | 16.48 | 15.53 |       |       |       | 16.48     |                                          |
| 11      | Yochai Halevi     | Israele     | 16.39 | 16.39 | 16.43 |       |       |       | 16.43     |                                          |
| 12      | Vladimir Letnicov | Moldavia    | 15.48 | x     | 16.37 |       |       |       | 16.37     |                                          |
| 13      | Dimitrios Tsiamis | Grecia      | 15.96 | 16.13 | 16.31 |       |       |       | 16.31     |                                          |
| 14      | Momchil Karailiev | Bulgaria    | x     | 15.24 | x     |       |       |       | 15.24     |                                          |